# Oberea palawanensis
Oberea palawanensis là một loài bọ cánh cứng trong họ Cerambycidae.